# Obecní silnice

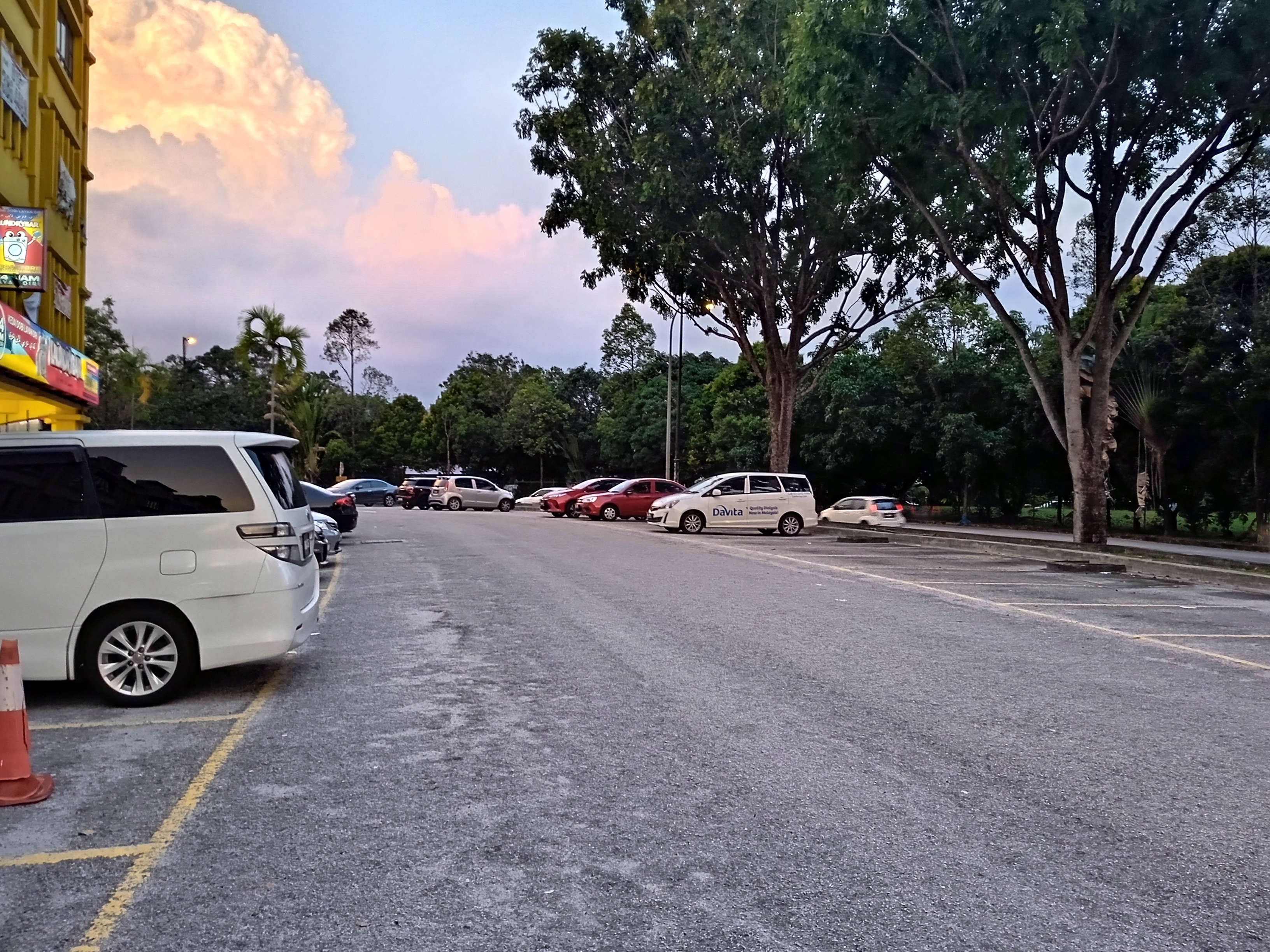
Obecní silnice v Malajsii.

Obecní silnice či obecní cesta je nebo byla kategorie silnic a cest v některých zemích. Dle názvu jde o silnice a cesty zřizované, vlastněné či udržované obcemi, tedy územně-samosprávními celky nejnižší úrovně. V Česku a na Slovensku je od roku 1961 tento pojem nahrazen termínem místní komunikace, přičemž tyto pozemní komunikace již tvoří samostatnou kategorii, nespadající ani zčásti do kategorie silnic.

## Čechy
Silnice a cesty obecní definoval § 4 zákona č. 46/1864 českého zemského zákoníku jako ty, které nenáležejí do vyšší třídy silniční a nejsou ani jměním soukromým sloužícím obecnému obchodu.
Podle § 36 zákona č. 41/1866 českého zemského zákoníku okresnímu zastupitelstvu příslušelo právo ve prospěch okresního spojení obchodního prohlásiti silnici obecní za silnici okresní. Nález Nejvyššího správního soudu č. 8804/1926 přitom konstatoval, že usnesením okresní správní komise o převzetí silnice nemůže být rozhodnutí okresního zastupitelstva nahrazeno. Obdobně o zřízení nebo převzetí obecní silnice nebo cesty, resp. o tom, jestli se některá silnice nebo cesta má jako silnice nebo cesta udržovat, musela dle § 14 odst. 2 zákona 46/1864 čes. z. z. rozhodovat obec, tedy obecní zastupitelstvo.

## Morava a České Slezsko
Na území Moravy a Slezska používaly zemské zákony 38/1877 moravského zemského zákoníku a 33/1898 slezského zemského zákoníku silnice a cesty obecní jako ty, které nenáležejí do vyšší třídy silniční a slouží dopravnímu spojení uvnitř obce nebo ke spojení se sousedními obcemi.
Péče o obecní silnice a cesty byla podle zákona 4/1864 mor. z z. a 17/1863 slez. z. z. svěřena obcím v rámci jejich samostatné působnosti.

## Slovensko a Podkarpatská Rus
Na Slovensku a v Podkarpatské Rusi definoval zák. čl. I/1890 cesty obecní jako ty, které slouží dopravním zájmům na území jedné obce. Vedle toho existoval pojem „cesty municipální“, který však souhrnně označoval zemské a župní cesty, zatímco obecní nezahrnoval. Péče o obecní cesty byla svěřena municipiím, obcím nebo skupinám obcí.

## Československo
V Československu zpočátku platila v jednotlivých zemích původní legislativa, avšak novelizována již byla československým parlamentem, protože zemské zákonodárství zaniklo.
O obecní silnice a cesty se staralo obecní představenstvo podle pokynů obecního výboru, novelizaci obecního zřízení zákonem 76/1919 Sb. obecní rada podle pokynů obecního zastupitelstva, přičemž bylo povinno je udržovat ve stavu dobře sjízdném a bezpečném. Dohled nad udržováním obecních komunikací vykonával okresní výbor.
O souhrnné délce obecních silnic a cest neexistovaly přesné záznamy, nicméně v roce 1935 byla jejich celková délka v Československu ve vládním návrhu zákona odhadována na 10 182 kilometrů, zatímco celková silniční síť na 80 tisíc kilometrů.
Vládní návrh jednotného československého silničního zákona z roku 1938 navrhoval třídy silnic a cest podle jejich správce a podle toho, jaký zájem uspokojovaly: silnice státní, zemské a okresní, silnice a cesty obecní a silnice a cesty zájemnické. Silnice příjezdné (napojující železniční stanice, nově též přístavy a letiště), které na Slovensku a Podkarpatské Rusi dosud tvořily samostatnou třídu, měly být podle návrhu nového zákona stavěny jako silnice okresní nebo obecní.
Za veřejnou obecní cestu mohla být považována i cesta v soukromém vlastnictví užívaných od nepaměti nebo věnovaných obecnému užívání. Nález NSS č. 231 z roku 1933 výslovně konstatoval, že může existovat veřejná cesta na soukromém pozemku a že tím se taková cesta stává obecní komunikací, aniž je třeba aby pozemek pod cestou přešel do vlastnictví obce. K tomu ovšem podle nálezu nestačí rozhodnutí vlastníka cesty, ale je třeba správního aktu obce. Nález NSS z 6. 9. 1921, č. 10934/1921 (Boh. A 926/1921) konstatoval, že obecní cesty jsou charakterizovány svou nutností pro všeobecnou komunikaci, a tedy tímto se prvořadě liší od veřejných cest interesentů, které pro všeobecnou komunikaci jsou jen podřadného významu, i když zájmům určitých uživatelů cest takových slouží převážnou měrou.
Zákon č. 147/1949 Sb., na jehož základě byly mimo jiné zestátněny dosavadní silnice státní, zemské, okresní a některé vicinální, přímo nezmiňuje obecní silnice a cesty, nicméně stanoví, že pokud by některé ze zestátněných silnic nebylo zapotřebí k účelnému uspořádání sítě státních silnic, má je ministerstvo techniky po projednání s národními výbory odevzdat do vlastnictví, správy a udržování obci, na jejichž území leží. Tímto zákonem byly tedy různé třídy silnic sloučeny do jedné státní sítě bez rozlišování tříd, ale zároveň z ní byly vyloučeny silnice a cesty obecní, případně příjezdní a zájemnické.
Zákonem č. 135/1961 Sb., o pozemních komunikacích, byl přijat v podstatě dnešní systém kategorizace pozemních komunikací a dnešní terminologie. Pojem obecních silnic a cest se v něm vůbec neobjevil ani v přechodných či zrušovacích ustanoveních, místo toho se objevil nový termín místní komunikace, které tehdy definoval jako obecně přístupné a užívané silnice, cesty a prostranství, které slouží místní dopravě a jsou zařazeny do sítě místních komunikací. Zároveň se objevila kategorie účelových komunikací, která poprvé podrobila veřejnoprávnímu režimu i komunikace v uzavřených objektech a areálech, zatímco dosud neveřejné cesty podléhaly jen principům soukromého práva.

## Rakousko
V Rakousku Gemeindestraßen nemají žádné speciální číslování či značení, kromě pojmenování ulic. Celková délka obecních komunikací v Rakousku je přibližně 70 600 km, což je přibližně 66 % z celkové silniční sítě v Rakousku.

## Německo
V Německu Gemeindestraßen provozují obce nebo městské okresy. Rozlišují se zde dva typy:
- Ortsstraße, místní komunikace
- Gemeindeverbindungsstraße (GVS) je cesta v extravilánu, která spadá do povinnosti obce a slouží pro spojení obcí nebo jejích místních části; svým dopravním charakterem se nacházejí mezi obecními silnicemi v užším smyslu a okresními silnicemi (Kreisstraßen); v současné době podle legislativy jednotlivých spolkových zemí existuje tato kategorie jen v některých z nich, například v Bavorsku či v Bádensko-Württembersku.

Mezi obecní silnice, podobně jako v Česku, nepatří průjezdní úseky (Ortsdurchfahrten) spolkových, zemských a okresních silnic.
Obecní silnice (na rozdíl od vyšších kategorií) nejsou číslované. Celkově je v Německu dle publikace z roku 2005 evidováno cca 430 000 km obecních silnic, což tvoří asi 63 % celé silniční sítě.

## Švýcarsko
Ve Švýcarsku Gemeindestraßen jsou veřejné komunikace sloužící vnitřní dopravě v sídelním celku nebo spojují místní části či čtvrti obce. Celková délka obecních silnic ve Švýcarsku tvoří 51 500 km, což je asi 72 % celé silniční sítě. Gemeindestraße je označení vyjadřující, kdo je správcem komunikace. Nezávisle na tom je daná komunikace zařazena podle svého dopravního významu zařazena do kategorie Hauptstrasse (hlavní silnice) nebo Nebenstrasse (vedlejší silnice).

## Polsko
Obecní cesta (droga gminna) je nejnižší ze čtyř kategorií veřejných silnic v Polsku. Jde rovněž o silnice spadající do působnosti obecní samosprávy. Obecní cesty se podle funkce a významu dělí do 5 tříd:
- GP: drogi główne ruchu przyspieszonego, hlavní silnice se zrychlenou dopravou
- G: drogi główne, hlavní silnice
- Z: drogi zbiorcze, sběrné silnice
- L: drogi lokalne , místní silnice
- D: drogi dojazdowe, příjezdové silnice

Třídy L a D se používají pouze u obecních silnic, třída Z též u okresních (powiatowych) silnic, třídy G a GP i u vyšších kategorií. Obecní silnice nemohou spadat do třídy S (drogi ekspresowe) ani A (autostrady).
Ulice na trase krajské (wojewodské) silnice spadají do stejné kategorie jako daná silnice.
Každá obecní silnice (cesta) v Polsku má unikátní evidenční číslo, skládající se ze šesti číslic a jednoho písmena označujícího kraj (wojewodstvo).
Podle evidence existovalo k 31. prosinci 2015 v Polsku 246 142,7 km obecních cest, z toho 127 857,6 km tvořily cesty zpevněné a 118 285,1 km cesty nezpevněné.

## Itálie
Strada comunale je nejnižší z pěti administrativních kategorií silnic v Itálii, po silnici státní, regionální, provinční a vicinální.
Nezávisle na ní existuje v Itálii klasifikace technická, kde intravilánu odpovídají dvě kategorie s názvem strada urbana (kategorie D a E) a kategorie strada locale (F).